# 宋倫
宋 倫（そう りん、ラテン文字：Lun Song、1981年1月18日 - ）は、中華人民共和国黒竜江省チチハル市出身の男性フィギュアスケート選手で現在はフィギュアスケートコーチ兼振付師。2005年冬季ユニバーシアード競技大会2位。

## 経歴
チチハル市に生まれ、4歳のころにスケートを始めた。2002年には日本のサントリーウーロン茶のコマーシャルに、同じチチハル出身の劉艶とともにスケーターとして出演した経験を持つ。ジュニアクラス時代に国際大会へ出場することはなく、2003-2004年シーズンからいきなりシニアクラスで国際大会へ出場した。
初めての国際大会となった2003年ゴールデンスピンでは6位。2004年四大陸選手権は10位となった。翌2004-2005年シーズンからISUグランプリシリーズに参戦。グランプリシリーズでの最高位は2004年の中国杯での5位であった。
2005-2006年シーズンを最後にアマチュアを引退。現在は黒龍江省でフィギュアスケートコーチ兼振付師として活動している。

## 主な戦績
| 大会/年            | 2002-03 | 2003-04 | 2004-05 | 2005-06 |
| ------------------ | ------- | ------- | ------- | ------- |
| 四大陸選手権       |         | 10      | 7       | 13      |
| 中国選手権         | 3       | 7       | 2       |         |
| GPスケートアメリカ |         |         | 6       | 10      |
| GP中国杯           |         |         | 5       |         |
| ユニバーシアード   |         |         | 2       |         |
| ゴールデンスピン   |         | 6       |         |         |

### 詳細
1. ↑  インタープリティブ・フリー